# Thomisus zhui
Thomisus zhui är en spindelart som beskrevs av Tang och Song 1988. Thomisus zhui ingår i släktet Thomisus och familjen krabbspindlar. Inga underarter finns listade i Catalogue of Life.